# 256. п. н. е.

## Догађаји
- Битка код Екнома поморска битка, између Картагине и Римске републике.